# Charles Macintosh
|  | Aquest article tracta sobre la biografia del químic. Si cerqueu la biografia de l'arquitecte, vegeu «Charles Rennie Mackintosh». |

Charles Macintosh (Glasgow, 29 de desembre de 1766 - 25 de juliol de 1843) va ser un químic escocès i inventor del teixit impermeable. La gavardina Macintosh li deu el nom.
Macintosh va treballar primerament a Glasgow com a oficinista. Va dedicar tot el seu temps lliure a la ciència, en especial a la química, i abans de fer els 20 anys va deixar la seva feina d'oficinista per dedicar-se a la fabricació de productes químics. En aquest camp va tenir molt d'èxit, i va inventar diversos processos nous. Els seus experiments amb un dels sub-productes del quitrà, la nafta, va conduir a la seva invenció de robes impermeables l'any 1820, essent l'essència de la seva patent la unió de dues capes de cautxú, convertint-lo en soluble gràcies a l'acció de la nafta.
Pels seus diversos descobriments químics va ser elegit membre de la Royal Society l'any 1823.
El 29 de desembre de 2016, Google li dedicà un Doodle en honor del 250è aniversari del seu naixement.